# قدرات متطورة
القدرات المتطورة هي المفهوم الذي بموجبه تأخذ برامج التعليم وتنمية الطفل وتنمية الشباب والبرامج التي يديرها الكبار بعين الاعتبار قدرات الطفل أو الشاب لممارسة الحقوق نيابة عنه. يتم استخدام مفهوم القدرات المتطورة دوليًا كبديل مباشر للمفاهيم الشعبية للطفل وتنمية الشباب.

## معلومات عامة
لقد ظهر مفهوم القدرات المتطورة الخاص بالطفل أولاً في القانون الدولي من خلال اتفاقية حقوق الطفل. تنص المادة الخامسة من الاتفاقية على:
| قدرات متطورة | تحترم الدول الأطراف مسؤوليات وحقوق وواجبات الوالدين أو، عند الاقتضاء، أعضاء الأسرة أو الجماعة الموسعة حسبما ينص عليه العرف المحلي، أو الأوصياء أو غيرهم من الأشخاص المسؤولين قانونًا عن الطفل، على أن يتم بطريقة متسقة مع قدرات الطفل المتطورة توفير التوجيه والإرشاد الملائمين عند ممارسة الطفل للحقوق المعترف بها في هذه الاتفاقية. | قدرات متطورة |

كما تتناول المادة الثانية عشرة القدرات المتطورة، حيث تنص على:
| قدرات متطورة | تكفل الدول الأطراف للطفل القادر على تكوين آرائه الخاصة حق التعبير عن تلك الآراء بحرية في جميع المسائل التي تمس الطفل، ووجهات نظر الطفل مع إيلاء الاهتمام الواجب وفقا لسن الطفل ودرجة نضجه. لهذا الغرض، تتاح للطفل، بوجه خاص، فرصة الاستماع إليه في أي إجراءات قضائية وإدارية تمس الطفل، إما مباشرة، أو من خلال ممثل أو هيئة ملائمة، بطريقة تتفق مع القواعد الإجرائية للقانون الوطني. | قدرات متطورة |

يدرك مفهوم القدرات المتطورة أنه نظرًا لأن الأطفال يكتسبون كفاءات معززة فهناك حاجة أقل للحماية وإمكانية أكبر أن يتمكنوا من تحمل مسؤولية القرارات التي تؤثر على حياتهم. وتعطي الاتفاقية المجال للاعتراف بأن الأطفال في مختلف البيئات والثقافات الذين يواجهون تجارب حياتية متنوعة سوف يكتسبون كفاءات في مختلف الأعمار.
تقول الوكالة الكندية للتنمية الدولية إن هناك ثلاث نقاط رئيسية يجب أخذها بعين الاعتبار فيما يتعلق بالقدرات المتطورة:
1. يجب فهم القدرات المتطورة في سياق نمو الأطفال؛
2. يجب أن تنبثق القدرات المتطورة من احترام الكفاءات التي يتمتع بها الشباب بالفعل؛
3. يجب على البالغين حماية الشباب من التجارب والقرارات التي لم يكتسبوا القدرة على تحمل مسؤوليتها بعد.[2]

## وصلات خارجية
- Text of the Convention
- UNICEF web site regarding the CRC, including evolving capacities